# Austrosaurus
Austrosaurus är ett utdött släkt av sauropoder som levde i Queensland i Australien.